# Harold Laski
Harold Joseph Laski (30 de junio de 1893, en Mánchester - 24 de marzo de 1950, en Londres) fue un teórico marxista, politólogo, economista, escritor y conferencista inglés de origen judío. Es considerado, junto con el también británico, John Stuart Mill, uno de los pocos teóricos de la teoría del Estado en el mundo anglosajón.

## Biografía

### Primeros años
Nació en Mánchester el 30 de junio de 1893 siendo sus padres Nathan y Sarah Laski. Asistió a la escuela secundaria de Mánchester. En 1911, estudió eugenesia con Karl Pearson durante seis meses en el University College London. El mismo año conoció y se casó con Frida Kerry, profesora de eugenesia. Su matrimonio con Frida enemistó a su familia. También repudió su fe en el judaísmo al afirmar que la razón le impedía creer en Dios. Después de estudiar una licenciatura en historia en New College, Oxford , se graduó en 1914. Participó, en 1913, en un atentado en una estación de tren. Lo realizó en apoyo a la causa del sufragio femenino y causó daños leves. Tras no pasar las pruebas médicas, Laski no pudo participar en la Primera Guerra Mundial, pero, tras graduarse, trabajó brevemente en el Daily Herald con George Lansbury.

### En Estados Unidos
En 1916, Laski fue nombrado profesor de historia moderna en la Universidad McGill de Montreal y comenzó a dar conferencias en la Universidad de Harvard. También dio conferencias en Yale entre 1919 y 1920. Por su apoyo abierto a la huelga de la policía de Boston de 1919, recibió severas críticas. Participó brevemente en la fundación de The New School for Social Research en 1919,  donde también dio conferencias.
Laski cultivó una red de amigos estadounidenses centrados en Harvard, cuya revista de derecho había editado. A menudo lo invitaban a dar conferencias en Estados Unidos y escribía para The New Republic . Se hizo amigo de Felix Frankfurter (a través de cual conocería a Franklin D. Roosevelt llegando a ser su asesor y con quien compartiría su interés por el New Deal y las intenciones de Adolf Hitler), Herbert Croly, Walter Lippmann, Edmund Wilson y Charles A. Beard. Su larga amistad con el juez de la Corte Suprema Oliver Wendell Holmes se consolidó con cartas semanales, que luego se publicaron. Conocía a muchas figuras poderosas y afirmaba conocer a muchas más. Los críticos han comentado a menudo sobre las repetidas exageraciones y la autopromoción de Laski, que Holmes toleró. Su esposa comentó que él fue "mitad hombre, mitad niño, toda su vida".

### En Inglaterra
Laski regresó a Inglaterra en 1920 y comenzó a enseñar en la Escuela de Economía de Londres (LSE). En 1923, rechazó la oferta de un escaño en el Parlamento y un puesto en el gabinete de Ramsay MacDonald. En 1926 fue nombrado profesor de Ciencias Políticas en la LSE. Entre los alumnos de Laski en la LSE estuvieron Jawaharlal Nehru, Chu Anping, George Soros (quien asistiría de manera clandestina a sus clases en 1948), entre otros. Fue miembro ejecutivo de la socialista Sociedad Fabiana de 1922 a 1936. A pesar de que en 1921, Laski encontraba al marxismo como un sistema poco convincente, para finales de la década de 1920, Laski dejó el socialismo fabiano y se proclamó marxista, aunque no leninista, describiendo a Karl Marx como el "analista social más poderoso del siglo XIX". En 1936, cofundó el Left Book Club junto con Victor Gollancz y John Strachey, donde escribió un prefacio criticando el Pacto Ribbentrop-Mólotov.
En la LSE, durante la década de 1930, Laski desarrolló una conexión con académicos del Instituto de Investigación Social (IfS), quienes serían luego conocidos como la Escuela de Fráncfort. Tras el cierre del IfS por parte del régimen de Hitler en 1933, Laski, junto a algunos socialistas británicos como Sidney Webb y R. H. Tawney, organizaron el establecimiento de una oficina en Londres para que lo usara la IfS. Después que el IfS se trasladara a la Universidad de Columbia en 1934, Laski fue uno de los profesores invitados a Nueva York. Además, por recomendación de Laski, Franz Neumann fue invitado a unirse al IfS en 1936.
En 1931, Laski se sintió traicionado por MacDonald y decidió que una transición pacífica y democrática al socialismo sería bloqueada por la violencia de la oposición. En 1932, Laski se unió a la Liga Socialista, una facción de izquierda del Partido Laborista. En 1937, estuvo involucrado en el intento fallido de la Liga Socialista para cooperar con el Partido Laborista Independiente y el Partido Comunista de Gran Bretaña para formar un Frente Popular para derrocar al gobierno conservador de Neville Chamberlain. De 1934 a 1945, se desempeñó como concejal en el Ayuntamiento de Fulham y también como presidente del comité de bibliotecas. Fue elegido miembro del Comité Ejecutivo Nacional del Partido Laborista y permaneció como miembro hasta 1949. En 1944, presidió la Conferencia del Partido Laborista y se desempeñó como presidente del partido entre 1945 y 1946. 
Entre el comienzo de la Segunda Guerra Mundial en 1939 y el ataque a Pearl Harbor en 1941, que llevó a los Estados Unidos a la guerra, Laski fue una voz destacada que abogaba por el apoyo estadounidense a los Aliados, convirtiéndose en un prolífico autor de artículos en la prensa estadounidense y realizando giras de conferencias en los Estados Unidos. Durante la guerra, apoyó al gobierno de coalición del primer ministro Winston Churchill y pronunció innumerables discursos para alentar la guerra contra Alemania. Sufrió una crisis nerviosa provocada por el exceso de trabajo. Se peleó repetidamente con otras figuras laboristas y con Churchill en diversos asuntos. Todo esto hizo que perdiera constantemente su influencia.

### Últimos años
Revisó el manuscrito de la obra de Karl Popper, La sociedad abierta y sus enemigos. En la campaña de las elecciones generales de 1945, Churchill advirtió que Laski, como presidente del Partido Laborista, sería el poder en las sombras en un gobierno de Clement Attlee. Sin embargo, Attlee no le dio a Laski ningún papel en el nuevo gobierno laborista. Laski pidió en una carta abierta la renuncia de Attlee. En 1946, Laski dijo en un discurso radial que la Iglesia Católica se oponía a la democracia y que era "imposible hacer las paces con la Iglesia Católica Romana. Es uno de los enemigos permanentes de todo lo que es decente en el espíritu humano". A pesar de haber repudiado al judaísmo, Laski era sionista aunque consideraba que la religión judía tradicional era restrictiva. Tras el inicio de la Guerra Fría, Laski entró en desilusión, especialmente tras el Golpe de Praga de 1948, que lideraron los comunistas. Le escribió a un compañero que tenía "la sensación de que ya soy un fantasma en una obra que terminó". George Orwell lo describió como un "Socialista por lealtad y liberal por temperamento". Laski contrajo influenza y murió en Londres el 24 de marzo de 1950, a los 56 años.

## Obras selectas
- Studies in the Problem of Sovereignty, (1917)
- Authority in the Modern State, (1919) ISBN 1-58477-275-1
- Political Thought in England from Locke to Bentham, (1920)
- Karl Marx, (1921)
- Communism, (1927)
- Liberty in the Modern State, (1930) - traducido al español por Teodoro González García como El estado moderno. Sus instituciones políticas y económicas (1932)[25]
- Democracy in Crisis, (1933) - traducido al español por Vicente Herrero Ayllón como La democracia en crisis (1934)[26]
- The State in Theory and Practice (1935) The Viking Press - traducido al español por Vicente Herrero Ayllón como El Estado en la teoría y en la práctica (1936)[25]
- The American Presidency, (1940)
- Reflections On the Revolution of our Time, (1943)
- Faith, Reason, and Civilisation, (1944)
- The American Democracy, (1944)